# Piemontit
Piemontit är ett sorosilikatmineral av manganhaltigt epidot i det monokliniska kristallsystemet med den kemiska formeln Ca2(Al,Mn3+,Fe3+)3(SiO4)(Si2O7)O(OH).
Röd till rödbrun eller röd-svart till färgen, har piemontit en röd streckfärg och en glasaktig lyster. Mangan (Mn3+) orsakar den röda färgen. Mineralet har fått sitt namn efter en fyndighet i Prabornazgruvan i Saint-Marcel i Piemonte, Italien.

## Förekomst
Piemontit förekommer metamorfa bergarter av grönskiffer till amfibolitmetamorfa facies och i lågtemperaturhydrotermiska ådror i förändrade vulkaniska bergarter. Det förekommer också i metasomatiserade avlagringar av manganmalm. Liknande mineraler är epidot, tremolit, glaukofan, ortoklas, kvarts och kalcit.

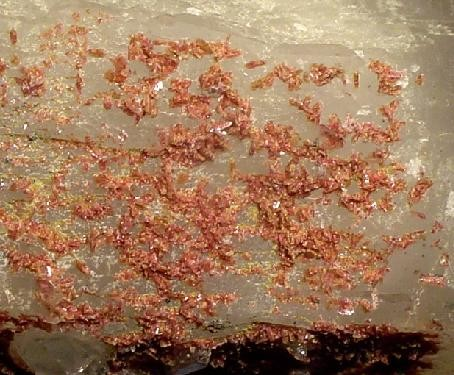
Piemontit på kvartzs, från schakt nr 5, Messinagruvan, Limpopoprovinsen, Sydafrika. Röda piemontitmikrokristaller täcker tre sidor av en dubbelt avslutad kvartskristall. Storlek: 7,1 × 3,0 × 2,6 cm.